# Костенко Григорій Васильович
Григорій Васильович Костенко (30 січня 1919, Літки — 18 квітня 2004) — радянський офіцер-артилерист, Герой Радянського Союзу (1945).

## Біографія
Народився 30 січня 1919 року в селі Літках (тепер Броварського району Київської області) в селянській родині. Українець. У 1938 році закінчив сільськогосподарський технікум. Працював агрономом.
У 1939 році призваний до лав Червоної Армії. У липні 1941 року закінчив Пензенське артилерійське училище. У боях німецько-радянської війни з вересня 1941 року. Командував артилерійською батареєю і дивізіоном. Воював на 1-му Білоруському, 2-му Білоруському і 3-му Білоруському фронтах. Член ВКП(б) з 1942 року.
2 лютого 1945 року командир дивізіону 666-го артилерійського полку 222-ї стрілецької дивізії 33-ї армії майор Г. В. Костенко зі взводом управління подолав Одер в районі міста Айзенхюттенштадт (Німеччина) та із захопленого невеликого плацдарму керував вогнем дивізіону, забезпечуючи форсування річки підрозділами. В ході бою замінив пораненого командира полку і вміло керував боєм.
Указом Президії Верховної Ради СРСР від 31 травня 1945 року за успішне форсування Одеру та вмілі дії по захопленню й утриманню плацдарму на його західному березі майору Григорію Васильовичу Костенку присвоєно звання Героя Радянського Союзу з врученням ордена Леніна і медалі «Золота Зірка» (№ 7 715).

Могила Григорія Костенка

У 1949 році закінчив Вищу офіцерську артилерійську школу, у 1956 році — Військову артилерійську академію. З 1962 року полковник Г. В. Костенко в запасі. Жив у Києві. Помер 18 квітня 2004 року. Похований на Лісовому кладовищі.

## Нагороди
Нагороджений орденом Леніна, орденом Червоного Прапора, орденом Олександра Невського, двома орденами Вітчизняної війни 1-го ступеня, орденом Вітчизняної війни 2-го ступеня, двома орденами Червоної Зірки, медалями.